# Terre-Neuve aux Jeux du Commonwealth
Terre-Neuve envoie ses propres délégations aux Jeux du Commonwealth lors des deux premières éditions des Jeux uniquement : en 1930 à Hamilton, au Canada, et en 1934 à Londres. Le pays est alors un Dominion indépendant, membre fondateur du Commonwealth des Nations en 1931. Avec six athlètes en 1930 et trois en 1934, qui concourent uniquement aux épreuves d'athlétisme, Terre-Neuve ne remporte pas de médaille aux Jeux. En 1949, le pays intègre le Canada.

## Athlètes et résultats
1930 :
| Nom               | Discipline | Épreuves           | Résultat      |
| ----------------- | ---------- | ------------------ | ------------- |
| Gerald Halley     | Athlétisme | 100 yard hommes    | éliminatoires |
| Gerald Halley     | Athlétisme | 220 yard hommes    | éliminatoires |
| Ronald O'Toole    | Athlétisme | Marathon hommes    | 8e            |
| William Mulrooney | Athlétisme | Marathon hommes    | abandon       |
| Clifford Stone    | Athlétisme | Marathon hommes    | abandon       |
| Gregory Power     | Athlétisme | Triple saut hommes | 13,44 m, 5e   |

1934 :
| Nom              | Discipline | Épreuves                 | Résultat      |
| ---------------- | ---------- | ------------------------ | ------------- |
| Chester Lawrence | Athlétisme | 100 yard hommes          | éliminatoires |
| Chester Lawrence | Athlétisme | 220 yard hommes          | éliminatoires |
| Chester Lawrence | Athlétisme | 440 yard hommes          | éliminatoires |
| W. Cofield       | Athlétisme | Lancer de marteau hommes |               |
| Tom Kelly        | Athlétisme | Marathon hommes          |               |